# Про пташок
«Про пташок» (англ. For the Birds) — трихвилинна комп'ютерна анімаційна короткометражка 2000 року, створена компанією Pixar. Була показана разом із «Корпорацією монстрів». Сценарій і постановка - Ральф Еглестон. У 2002 році анімаційний ролик отримав нагороду «Оскар» у номінації «Найкращий короткометражний анімаційний фільм».

## Сюжет
На дріт телеграфної лінії сідає зграйка пташок. Незабаром вони починають суперечку. Цей потік негативу перериває чийсь вигук: притихлі друзяки бачать незграбну велику птаху, яка сидить на найближчому стовпі. Незнайома дурненька дружелюбно вітає їх, однак ті не налаштовані до спілкування і висміюють її, кумедно стирчаще, пір'я. Птаха не ображається і знову пристає до зграї, але пташки не відповідають на підлабузнювання, а, навпаки, переміщуються по дроту подалі від стовпа, пліткуючи і підозріло косячись на самотню дивачку. Та не залишає ініціативу подружитися і, злетівши, сідає в середину зграї, змушуючи своєю вагою провід сильно натягнутись. Пташки не можуть утриматися і сповзають впритул до неї у дві тісні купки; птахові це подобається, але зграя сильно роздратована. Найближчі до птаха спересердя клюють її в боки, і та, скрикнувши, повисає на дроті вниз головою. Ті, які клюнули, сповзають разом з усіма ще нижче і після секундної паузи знаходять новий вихід для негативних емоцій, починаючи енергійно клювати пальці висячої птиці. Визнавши це кумедним, інші починають з ентузіазмом підтримувати їх. Утім, поступово все, крім захоплено клюючої парочки, розуміють, чим загрожує їм падіння важкої птахи з натягнутого, як тятива, дроту, але несамовитих товаришок вдається зупинити надто пізно: дивачка біля самої землі зісковзує вниз, і всю зграю, подібно стрілі з лука, виносить угору. Зрештою, усі птахи, і велика і маленькі, опиняються на землі. З великою птахою усе гаразд, тоді як маленькі пташки втратили своє пір'я.

## Цікаві факти
- Цю ж групу пташок можна побачити в мультфільмі «Тачки», коли Мак проїжджає повз лінії електропередач.
- Цю ж групу пташок можна побачити в мультфільмі «Думками навиворіт», у сцені переїзду сім'ї в Сан-Франциско.
- Одну з цих птахів можна побачити в короткометражному мультфільмі «Великий Бак».
- Великий птах дуже схожий на пернатого гіганта Кевіна з іншого мультфільму студії - «Вперед і Вгору».